# Tinka Milinović
Tinka Milinović est une chanteuse bosnienne de culture croate, née le 27 novembre 1973 à Sarajevo, en Yougoslavie (aujourd'hui en Bosnie-Herzégovine). Elle est aussi actrice et animatrice de télévision et de radio. En tant que chanteuse, elle a participé trois fois à l'Eurovision pour la Bosnie-Herzégovine et une fois pour la Suisse, dans le groupe Six4one. 